# Åsa Johannisson
Åsa Emma Johannisson, född 22 januari 1967 i Umeå, är en svensk skådespelare, koreograf, regiassistent och sångerska.

## Filmografi
Koreograf
- 1996 – Drömprinsen – Filmen om Em
- 1997 – Välkommen till festen

Manus
- 2009 – Fish

Regi
- 2009 – Fish
- 2012 – Have a Nice Day

Regiassistent
- 1996 – Drömprinsen – Filmen om Em
- 1997 – Välkommen till festen

Roller
- 1991 – Cock-Tail
- 1993 – Suicide Bridge
- 1996 – Drömprinsen – Filmen om Em
- 1997 – Barbara och stövlarna
- 2001 – Om inte
- 2003 – Tur & retur
- 2004 – Falla vackert